# استفانو پسکوسولیدو
 استفانو پسکوسولیدو (انگلیسی: Stefano Pescosolido؛ زاده ۱۳ ژوئن ۱۹۷۱) یک تنیس‌باز اهل ایتالیا است.